# Limnephilus taloga
Limnephilus taloga là một loài Trichoptera trong họ Limnephilidae. Chúng phân bố ở miền Tân bắc.